# Kader Nouni
Kader Nouni (Perpiñán, 23 de febrero de 1976) es un árbitro de tenis francés. Trabaja principalmente para la Asociación de Tenis Femenino (WTA) y ha arbitrado seis finales de Grand Slam. La Federación Internacional de Tenis (ITF) lo certificó como árbitro con insignia de oro en 2007. Conocido por su voz de barítono, a Nouni a veces se le llama el «Barry White del tenis».

## Primeros años de vida
Nouni nació de inmigrantes argelinos-franceses el 23 de febrero de 1976. Creció en el barrio de Haut Vernet de Perpiñán, en el sur de Francia. Nouni y su hermano mayor, Miloud, fueron criados en viviendas públicas por una madre soltera; su padre murió cuando él tenía dos años.
El baloncesto fue un interés temprano, pero Nouni y su hermano también se dedicaron al tenis después de la victoria del francés Yannick Noah en el Abierto de Francia de 1983. Los costos asociados con el tenis (clases, alquiler de canchas, etc.) significaron que Nouni necesitaba trabajar desde una edad temprana; a los 9 años, encordaba raquetas, barría las líneas de la cancha y hacía otros trabajos en un club de tenis local. Los torneos locales comenzaron a contratarlo para arbitrar partidos de adultos desde los 12 años Nouni recordó que, a pesar de su juventud, desde el principio recibió comentarios positivos de los jugadores por sus habilidades como árbitro. Nouni desarrolló su característica voz profunda a mediados de su adolescencia; recordó un incidente en el que el padre de una novia no creía por teléfono que solo tenía dieciséis años. Antes de dedicarse al arbitraje, Nouni estudió brevemente sociología a nivel universitario.

## Carrera

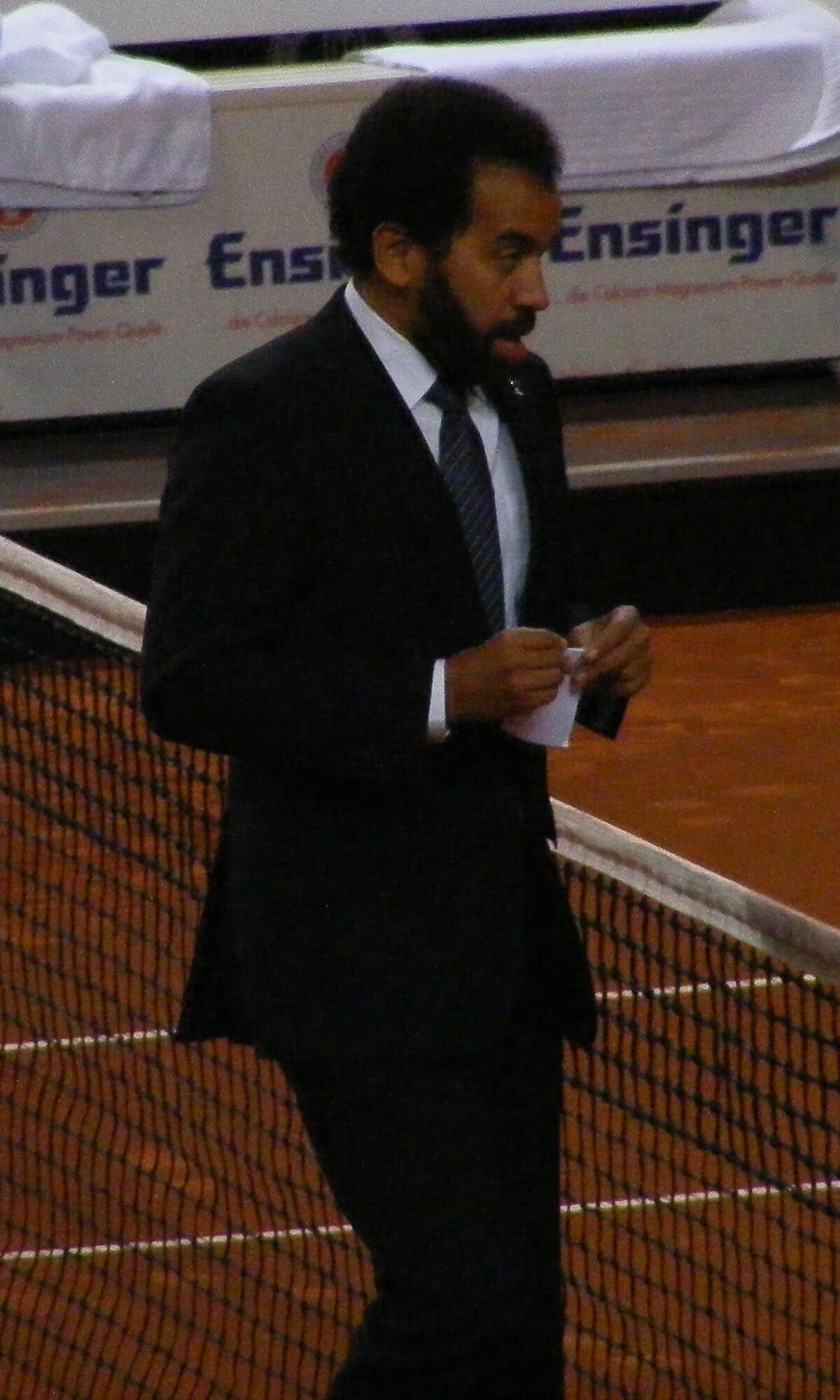
Nouni en la Fed Cup 2013.

Cuando tenía 16 años, Nouni obtuvo su primera experiencia mayor como árbitro como juez de línea en el Abierto de Francia de 1992, luego de ser reconocido por su buen arbitraje en un evento de tenis juvenil que se había llevado a cabo el año anterior en Roland Garros en París.
Con el tiempo, Nouni se abrió camino como juez de silla desde las competiciones clasificatorias hasta los cuadros principales de los eventos de la WTA y la Asociación de Tenistas Profesionales (ATP) hasta los Grand Slams. Se convirtió en árbitro de tiempo completo en 2005; en temporadas pasadas, Nouni a veces complementaba sus ingresos con trabajo en bares de Perpiñán. La ITF acredita árbitros en diferentes niveles; Nouni obtuvo su insignia blanca (Nivel 2) en 1998, la insignia de bronce (Nivel 3) en 2002, la insignia de plata en 2004 y la insignia de oro (nivel más alto) en 2007. Se unió al WTA Tour exclusivamente en 2008, pero aún a veces oficia partidos masculinos en Grand Slams.
Nouni ha arbitrado cinco finales individuales femeninas en el Abierto de Francia: 2007, 2009, 2013, 2014 y 2021 . Fuera de Roland Garros, la única otra gran final que ha dirigido fue Wimbledon 2018. Sus otros partidos de alto perfil en el Tour de la WTA incluyen presidir cuatro finales de las Finales de la WTA que finalizan la temporada.
Nouni ha estado involucrado en varios momentos notables de controversia. En el Abierto de Australia de 2012, después de que Nouni anuló a un juez de línea para otorgarle un as a John Isner y se negó a permitir un desafío tardío de ojo de halcón, David Nalbandian discutió largamente con Nouni y dijo después del partido que el árbitro había manejado mal ese momento. En el Abierto de Francia de 2015, Victoria Azárenka pensó que había salvado un punto de set después de una falla de Serena Williams, pero debido a que un juez de línea hizo una llamada incorrecta tardía en el tiro anterior de Azarenka, Nouni hizo que las jugadoras volvieran a jugar el punto (en lugar de dárselo a Azarenka directamente).
El 5 de junio de 2023 nuevamente Nouni tuvo otra falla contra un Argentino, esta vez contra Francisco Cerúndolo en Roland Garros donde no cobró un claro doble pique y luego le cedió el siguiente punto a Holger Rune otorgándole el quiebre por las protestas del argentino.

## Reconocimiento
La profunda voz de barítono, el sentido de la moda y la personalidad de Nouni han ayudado a convertirlo en uno de los árbitros de tenis más famosos de la actualidad. The Guardian escribe: «Con sus tonos ahumados, ha sido elogiado por tener la mejor voz en el tenis». Otras fuentes describen su tono como «dulce», «resonante y melódico», «seductor» y «relajante», y notan su fuerte acento francés. La pronunciación de Nouni de «deuce» es especialmente llamativa para algunos fans. John McEnroe bromeó una vez: «[Nouni] tiene una gran voz, le daré eso... Es un argumento para fumar cigarrillos si eres árbitro». Nouni solía preocuparse de que su voz pudiera distraerlo de su trabajo y señaló que «siempre decimos que un buen árbitro es alguien de quien no hablamos», pero desde entonces ha aprendido a apreciar el interés de los fanáticos. Debido a su voz grave, a veces se le conoce como el «Barry White del tenis».

## Vida personal
Nouni conoció a su esposa, Melanie Conesa, en 2010; tienen dos hijos, Oscar (nacido en 2013 o 2014) y Rosalie (nacida en 2019). A 2018, cuando Nouni no está de viaje, vive con su familia en Perpiñán.